# 池谷孝子
池谷 孝子（いけや たかこ、1941年 - ）は、洋画家。洋画家櫻井慶治に師事。東京都在住。新世紀美術会会員、武蔵野美術大学を修了。

## 画歴
- 1982年 - 日展初入選をする。
- 1991年 - 千葉大栄町立美術館に寄贈をする。
- 1994年 - 日展会友となる（改組日展入選10回による）。
- 1996年 - 資生堂ギャラリーにて個展を開く。
- 1996年 - 第28回日展において特選を受賞。
- 1997年 - 第28回特選受賞者グループ展。
- 1997年 - 日展無鑑査となる。
- 1998年 - 文化庁選抜展に出品。
- 1998年 - 日展入選（以後連続入選）。
- 1998年 - 松樹会（以後毎年10回）。
- 2007年 - 日展入選。

## 個展開催歴
- 横浜髙島屋

1. 1991年

- 松坂屋銀座店

1. 1985年
2. 1988年
3. 1990年
4. 1992年
5. 1994年

- 松坂屋高槻店

1. 1996年
2. 1999年
3. 2000年
4. 2002年
5. 2005年
6. 2007年

## 作品
- 第53回新世紀展「フラメンコを踊る女性達」

| スタブアイコン | サブスタブ | この項目は、まだ閲覧者の調べものの参照としては役立たない、美術家・芸術家に関連した書きかけの項目です。この項目を加筆・訂正などしてくださる協力者を求めています（P:美術）。 |